# Lista planetelor minore/118301–118400
Aceasta este Lista planetelor minore/118301–118400; pentru a naviga prin lista completă vezi Lista planetelor minore.
Pentru ale detalii vezi și Proiect:Astronomie sau Portal:Astronomie.
| Nume      | Denumire provizorie | Data descoperirii | Locul descoperirii | Descoperitor(i)             |
| --------- | ------------------- | ----------------- | ------------------ | --------------------------- |
| 118301 -  | 1998 TO16           | 14 octombrie 1998 | Caussols           | ODAS⁠(d)                     |
| 118302 -  | 1998 TX36           | 14 octombrie 1998 | Anderson Mesa      | LONEOS                      |
| 118303 -  | 1998 UG             | 17 octombrie 1998 | Catalina           | CSS                         |
| 118304 -  | 1998 UQ20           | 28 octombrie 1998 | Višnjan            | K. Korlević                 |
| 118305 -  | 1998 UU30           | 18 octombrie 1998 | La Silla           | E. W. Elst                  |
| 118306 -  | 1998 US39           | 28 octombrie 1998 | Socorro            | LINEAR                      |
| 118307 -  | 1998 VM1            | 10 noiembrie 1998 | Socorro            | LINEAR                      |
| 118308 -  | 1998 VT7            | 10 noiembrie 1998 | Socorro            | LINEAR                      |
| 118309 -  | 1998 VR9            | 10 noiembrie 1998 | Socorro            | LINEAR                      |
| 118310 -  | 1998 VP32           | 15 noiembrie 1998 | Catalina           | CSS                         |
| 118311 -  | 1998 VU36           | 10 noiembrie 1998 | Socorro            | LINEAR                      |
| 118312 -  | 1998 VM39           | 11 noiembrie 1998 | Socorro            | LINEAR                      |
| 118313 -  | 1998 WV2            | 17 noiembrie 1998 | Caussols           | ODAS⁠(d)                     |
| 118314 -  | 1998 WG11           | 21 noiembrie 1998 | Socorro            | LINEAR                      |
| 118315 -  | 1998 WR12           | 21 noiembrie 1998 | Socorro            | LINEAR                      |
| 118316 -  | 1998 WC15           | 21 noiembrie 1998 | Socorro            | LINEAR                      |
| 118317 -  | 1998 WK41           | 18 noiembrie 1998 | Socorro            | LINEAR                      |
| 118318 -  | 1998 XW             | 7 decembrie 1998  | Caussols           | ODAS⁠(d)                     |
| 118319 -  | 1998 XP10           | 15 decembrie 1998 | Caussols           | ODAS                        |
| 118320 -  | 1998 XB11           | 15 decembrie 1998 | Caussols           | ODAS                        |
| 118321 -  | 1998 XS12           | 15 decembrie 1998 | Višnjan            | K. Korlević                 |
| 118322 -  | 1998 XK48           | 14 decembrie 1998 | Socorro            | LINEAR                      |
| 118323 -  | 1998 XU52           | 14 decembrie 1998 | Socorro            | LINEAR                      |
| 118324 -  | 1998 XB57           | 15 decembrie 1998 | Socorro            | LINEAR                      |
| 118325 -  | 1998 XP71           | 14 decembrie 1998 | Socorro            | LINEAR                      |
| 118326 -  | 1998 YR20           | 25 decembrie 1998 | Kitt Peak          | Spacewatch                  |
| 118327 -  | 1998 YZ20           | 26 decembrie 1998 | Kitt Peak          | Spacewatch                  |
| 118328 -  | 1998 YH21           | 26 decembrie 1998 | Kitt Peak          | Spacewatch                  |
| 118329 -  | 1998 YG24           | 16 decembrie 1998 | Socorro            | LINEAR                      |
| 118330 -  | 1999 AP             | 4 ianuarie 1999   | Farra d'Isonzo     | Farra d'Isonzo              |
| 118331 -  | 1999 AM2            | 9 ianuarie 1999   | Ōizumi             | T. Kobayashi                |
| 118332 -  | 1999 AK14           | 8 ianuarie 1999   | Kitt Peak          | Spacewatch                  |
| 118333 -  | 1999 AB24           | 15 ianuarie 1999  | Catalina           | CSS                         |
| 118334 -  | 1999 AY24           | 15 ianuarie 1999  | Caussols           | ODAS⁠(d)                     |
| 118335 -  | 1999 BF2            | 19 ianuarie 1999  | Catalina           | CSS                         |
| 118336 -  | 1999 BB7            | 20 ianuarie 1999  | Farra d'Isonzo     | Farra d'Isonzo              |
| 118337 -  | 1999 BQ9            | 23 ianuarie 1999  | Catalina           | CSS                         |
| 118338 -  | 1999 CS             | 5 februarie 1999  | Ōizumi             | T. Kobayashi                |
| 118339 -  | 1999 CK18           | 10 februarie 1999 | Socorro            | LINEAR                      |
| 118340 -  | 1999 CL20           | 10 februarie 1999 | Socorro            | LINEAR                      |
| 118341 -  | 1999 CK25           | 10 februarie 1999 | Socorro            | LINEAR                      |
| 118342 -  | 1999 CW26           | 10 februarie 1999 | Socorro            | LINEAR                      |
| 118343 -  | 1999 CT27           | 10 februarie 1999 | Socorro            | LINEAR                      |
| 118344 -  | 1999 CS42           | 10 februarie 1999 | Socorro            | LINEAR                      |
| 118345 -  | 1999 CZ45           | 10 februarie 1999 | Socorro            | LINEAR                      |
| 118346 -  | 1999 CA48           | 10 februarie 1999 | Socorro            | LINEAR                      |
| 118347 -  | 1999 CM60           | 12 februarie 1999 | Socorro            | LINEAR                      |
| 118348 -  | 1999 CT86           | 10 februarie 1999 | Socorro            | LINEAR                      |
| 118349 -  | 1999 CG88           | 10 februarie 1999 | Socorro            | LINEAR                      |
| 118350 -  | 1999 CR89           | 10 februarie 1999 | Socorro            | LINEAR                      |
| 118351 -  | 1999 CF98           | 10 februarie 1999 | Socorro            | LINEAR                      |
| 118352 -  | 1999 CA101          | 10 februarie 1999 | Socorro            | LINEAR                      |
| 118353 -  | 1999 CZ104          | 12 februarie 1999 | Socorro            | LINEAR                      |
| 118354 -  | 1999 CY149          | 13 februarie 1999 | Kitt Peak          | Spacewatch                  |
| 118355 -  | 1999 CA154          | 14 februarie 1999 | Anderson Mesa      | LONEOS                      |
| 118356 -  | 1999 EM3            | 12 martie 1999    | Bergisch Gladbach  | W. Bickel⁠(d)                |
| 118357 -  | 1999 EM11           | 15 martie 1999    | Kitt Peak          | Spacewatch                  |
| 118358 -  | 1999 FH2            | 16 martie 1999    | Kitt Peak          | Spacewatch                  |
| 118359 -  | 1999 FZ3            | 16 martie 1999    | Kitt Peak          | Spacewatch                  |
| 118360 -  | 1999 FV4            | 17 martie 1999    | Kitt Peak          | Spacewatch                  |
| 118361 -  | 1999 FX4            | 17 martie 1999    | Kitt Peak          | Spacewatch                  |
| 118362 -  | 1999 FS17           | 23 martie 1999    | Kitt Peak          | Spacewatch                  |
| 118363 -  | 1999 FH46           | 20 martie 1999    | Socorro            | LINEAR                      |
| 118364 -  | 1999 FT47           | 20 martie 1999    | Socorro            | LINEAR                      |
| 118365 -  | 1999 FQ52           | 20 martie 1999    | Socorro            | LINEAR                      |
| 118366 -  | 1999 GK             | 5 aprilie 1999    | Modra              | J. Tóth⁠(d), D. Kalmančok⁠(d) |
| 118367 -  | 1999 GC4            | 12 aprilie 1999   | Woomera⁠(d)         | F. B. Zoltowski⁠(d)          |
| 118368 -  | 1999 GE11           | 11 aprilie 1999   | Kitt Peak          | Spacewatch                  |
| 118369 -  | 1999 GF11           | 11 aprilie 1999   | Kitt Peak          | Spacewatch                  |
| 118370 -  | 1999 GT13           | 14 aprilie 1999   | Kitt Peak          | Spacewatch                  |
| 118371 -  | 1999 GE33           | 12 aprilie 1999   | Socorro            | LINEAR                      |
| 118372 -  | 1999 GV33           | 12 aprilie 1999   | Socorro            | LINEAR                      |
| 118373 -  | 1999 GD41           | 12 aprilie 1999   | Socorro            | LINEAR                      |
| 118374 -  | 1999 GU55           | 7 aprilie 1999    | Kitt Peak          | Spacewatch                  |
| 118375 -  | 1999 HB4            | 16 aprilie 1999   | Kitt Peak          | Spacewatch                  |
| 118376 -  | 1999 HE4            | 16 aprilie 1999   | Kitt Peak          | Spacewatch                  |
| 118377 -  | 1999 HW7            | 19 aprilie 1999   | Kitt Peak          | Spacewatch                  |
| 118378⁠(d) | 1999 HT11           | 17 aprilie 1999   | Kitt Peak          | Kitt Peak                   |
| 118379    | 1999 HC12           | 18 aprilie 1999   | Kitt Peak          | Kitt Peak                   |
| 118380 -  | 1999 JQ5            | 10 mai 1999       | Socorro            | LINEAR                      |
| 118381 -  | 1999 JU5            | 12 mai 1999       | Socorro            | LINEAR                      |
| 118382 -  | 1999 JH6            | 12 mai 1999       | Socorro            | LINEAR                      |
| 118383 -  | 1999 JE7            | 8 mai 1999        | Catalina           | CSS                         |
| 118384 -  | 1999 JA8            | 12 mai 1999       | Socorro            | LINEAR                      |
| 118385 -  | 1999 JP11           | 12 mai 1999       | Socorro            | LINEAR                      |
| 118386 -  | 1999 JF14           | 13 mai 1999       | Socorro            | LINEAR                      |
| 118387 -  | 1999 JC15           | 12 mai 1999       | Socorro            | LINEAR                      |
| 118388 -  | 1999 JR42           | 10 mai 1999       | Socorro            | LINEAR                      |
| 118389 -  | 1999 JV42           | 10 mai 1999       | Socorro            | LINEAR                      |
| 118390 -  | 1999 JS49           | 10 mai 1999       | Socorro            | LINEAR                      |
| 118391 -  | 1999 JV117          | 13 mai 1999       | Socorro            | LINEAR                      |
| 118392 -  | 1999 JO124          | 10 mai 1999       | Socorro            | LINEAR                      |
| 118393 -  | 1999 KB3            | 17 mai 1999       | Kitt Peak          | Spacewatch                  |
| 118394 -  | 1999 NV7            | 13 iulie 1999     | Socorro            | LINEAR                      |
| 118395 -  | 1999 NB65           | 14 iulie 1999     | Socorro            | LINEAR                      |
| 118396 -  | 1999 RY29           | 8 septembrie 1999 | Socorro            | LINEAR                      |
| 118397 -  | 1999 RO45           | 8 septembrie 1999 | Uccle⁠(d)           | T. Pauwels⁠(d)               |
| 118398 -  | 1999 RO58           | 7 septembrie 1999 | Socorro            | LINEAR                      |
| 118399 -  | 1999 RM61           | 7 septembrie 1999 | Socorro            | LINEAR                      |
| 118400 -  | 1999 RB63           | 7 septembrie 1999 | Socorro            | LINEAR                      |